# Nordenskiöldsgatan, Göteborg
Nordenskiöldsgatan är en gata i stadsdelarna Olivedal och Kommendantsängen i Göteborg. Den fick sitt namn år 1894 som en hedersbevisning åt vetenskapsmannen Adolf Erik Nordenskiöld.
Gatan börjar som en korsning till Övre Husargatan vid gränsen till Annedal och tangerar sedan Sveaplan och korsar Sveagatan, Linnégatan, Nordhemsgatan och Vegagatan.